# 溫哥華道路列表
以下是加拿大卑詩省溫哥華的街道及道路列表。該城市多數道路橫平豎直，形成東南西北方向的網格（部分道路網格需就地形酌情調整）。市中心道路及其他大道則形成斜交叉狀的道路網格。

## 主要大道
以下是運輸聯線界定的主幹道。

### 市中心
- 佐治街[2][3]（Georgia Street）東南至緬街止
- 豪街[4][5]（Howe Street）
- 奶路臣街（Nelson Street）西北至豪街止
- 西摩街[6][7]（Seymour Street）
- 士美街（Smithe Street）西北至豪街止

### 東西向
- 喜士定街[8][9]（Hastings Street）西至布勒街止
- 麥基爾街（McGill Street）西至納奈莫街止
- 登打士街（Dundas Street）東至納奈莫街止
- 跑華街[10]（Powell Street）西至學士路止
- 東1街（East 1st Avenue)
- 終站路[11]（Terminal Avenue）
- 百老匯街[12]（Broadway）
- 西10街（West 10th Avenue）東至亞馬街止
- 加蘭圍公路[13]（Grandview Highway）西至納奈莫街止
- 41街（41st Avenue）
- 70街（70th Avenue）

### 南北向
- 界限街[13][14]（Boundary Road）北至喜士定街止
- 卡勒街（Clark Drive）北至跑華街止
- 乃街[13][15][16]（Knight Street）
- 緬街[17][3]（Main Street）由百老匯街起至佐治街止
- 橡樹街[18][19]（Oak Street）北至百老匯街止
- 甘比街[20][21]（Cambie Street）
- 加蘭護街[22][23][24][25]（Granville Street）

### 其他
- 京士威道[26]（Kingsway）
- 海旁大道[27][28]（Marine Drive）

## 其他主要道路

### 市中心
- 布勒街[29][30][31]（Burrard Street）
- 哥多華街（Cordova Street）
- 戴維街[32][33]（Davie Street）
- 登曼街[33]（Denman Street）
- 登斯梅街[34]（Dunsmuir Street）
- 佐治街（Georgia Street）
- 博覽大道[34]（Pacific Boulevard）
- 洛遜街[35]（Robson Street）
- 鄧魯街（Thurlow Street）

### 東西向（安大略街以西）
安大略街（Ontario Street）為溫哥華大部分大道劃分東西（例如東41街、英皇愛德華西路）。
- 4街（4th Avenue）
- 12街（12th Avenue）
- 16街（16th Avenue）
- 英皇愛德華路（King Edward Avenue）
- 33街（33rd Avenue）
- 41街（41st Avenue）
- 49街（49th Avenue）
- 57街（57th Avenue）
- 70街（70th Avenue）

### 南北向（安大略街以西）
- 亞馬街（Alma Street）
- 阿標特斯街[36]（Arbutus Street）／西大道[37]（West Boulevard）
- 麥當勞街[38]（Macdonald Street）

### 東西向（安大略街以東）
- 派亞街[39]（Prior Street）／凡納布斯街[34][40][41]（Venables Street）
- 2街（2nd Avenue）／北大道[42]（Great Northern Way）／6街（6th Avenue）
- 12街（12th Avenue）
- 16街（16th Avenue）
- 22街（22nd Avenue）西至納奈莫街止
- 29街（29th Avenue）西至納奈莫街止
- 33街（33rd Avenue）
- 英皇愛德華路（King Edward Avenue）
- 41街（41st Avenue）東至京士威道止
- 49街（49th Avenue）
- 54街（54th Avenue）東至泰尼街[43]（Tyne Street）止
- 57街（57th Avenue）東至亞皆老街（Argyle Drive）止

### 南北向（安大略街以東）
登打士街（Dundas Street）為溫哥華大部分大道劃分南北（例如納奈莫北街、聯福北街）。南部的街道則不標註「南」字。在麗湖街以西，唯一標註「北」字的街道是鐵路街以北的鄧利維路路段。
- 緬街（Main Street）
- 菲沙街[44][45]（Fraser Street）
- 溫莎街[45]（Windsor Street）
- 金馬素街[46][47]（Commercial Drive）／域多利街[48][49]（Victoria Drive）
- 納奈莫街[50][51]（Nanaimo Street）
- 聯福街（Renfrew Street）
- 魯拔街（Rupert Street）／卻雅街（Kerr Street）
- 載思街（Joyce Street）

## 其他道路
- 阿賓尼街[52][53]（Alberni Street）
- 亞歷山大街[34]（Alexander Street）
- 大西洋街[34]（Atlantic Street）
- 弼街（Bute Street）
- 金寶路[34]（Campbell Avenue）
- 卡路街[34]（Carral Street）
- 百年道（Centennial Road）
- 高莫斯街[54]（Comox Street）
- 冠冕街（Crown Street）
- 登巴街[55][56]（Dunbar Street）
- 鄧利維路[34]（Dunlevy Avenue）
- 己連街（Glen Drive）
- 歌雅街[57]（Gore Avenue）
- 格菲斯徑（Griffiths Way）
- 哈活街[58]（Harwood Street）
- 學士路[59][60]（Hawks Avenue）
- 禧利路[34]（Heatley Avenue）
- 漢比街[61]（Hornby Street）
- 乞臣街（Hudson Street）
- 積善路[34]（Jackson Avenue）
- 奇化街[57]（Keefer Street）
- 英皇佐治大道（King George Boulevard）
- 麗湖街（Lakewood Drive）
- 洋松街（Larch Street）
- 桂花街（Laurel Street）
- 洛里埃街[62]（Laurier Street）
- 楓樹街[63]（Maple Street）
- 國家路（National Avenue）
- 安大略街（Ontario Street）
- 片打街[64][57][65]（Pender Street）
- 片舍時路（Princess Avenue）
- 鐵路街[34]（Railway Street）
- 三一街[14]（Trinity Street）
- 裕仁街[57]（Union Street）
- 大學道[66]（University Boulevard）
- 水街[67]（Water Street）
- 威廉街[34]（William Street）